# Bacha bazi
El terme bacha bazi (Dari بچه بازی, que significa, literalment, «jugar amb els nens»), també conegut com bacha (Dari بچه, «nen») o bacha bi-reesh (بچه بیریش, «noi imberbe»), és un terme en argot local que s'utilitza comunament per a l'esclavitud sexual i la prostitució infantil en el qual, els nens prepúbers i adolescents són venuts a homes rics o poderosos per a activitats sexuals i d'entreteniment. Aquest negoci es desenvolupa a l'Afganistan, on els homes els mantenen com a símbols d'estatus i poder. Les autoritats estan intentant acabar amb la pràctica, però molts dubten que serà efectiu, ja que molts dels homes són poderosos i excomandants ben armats.

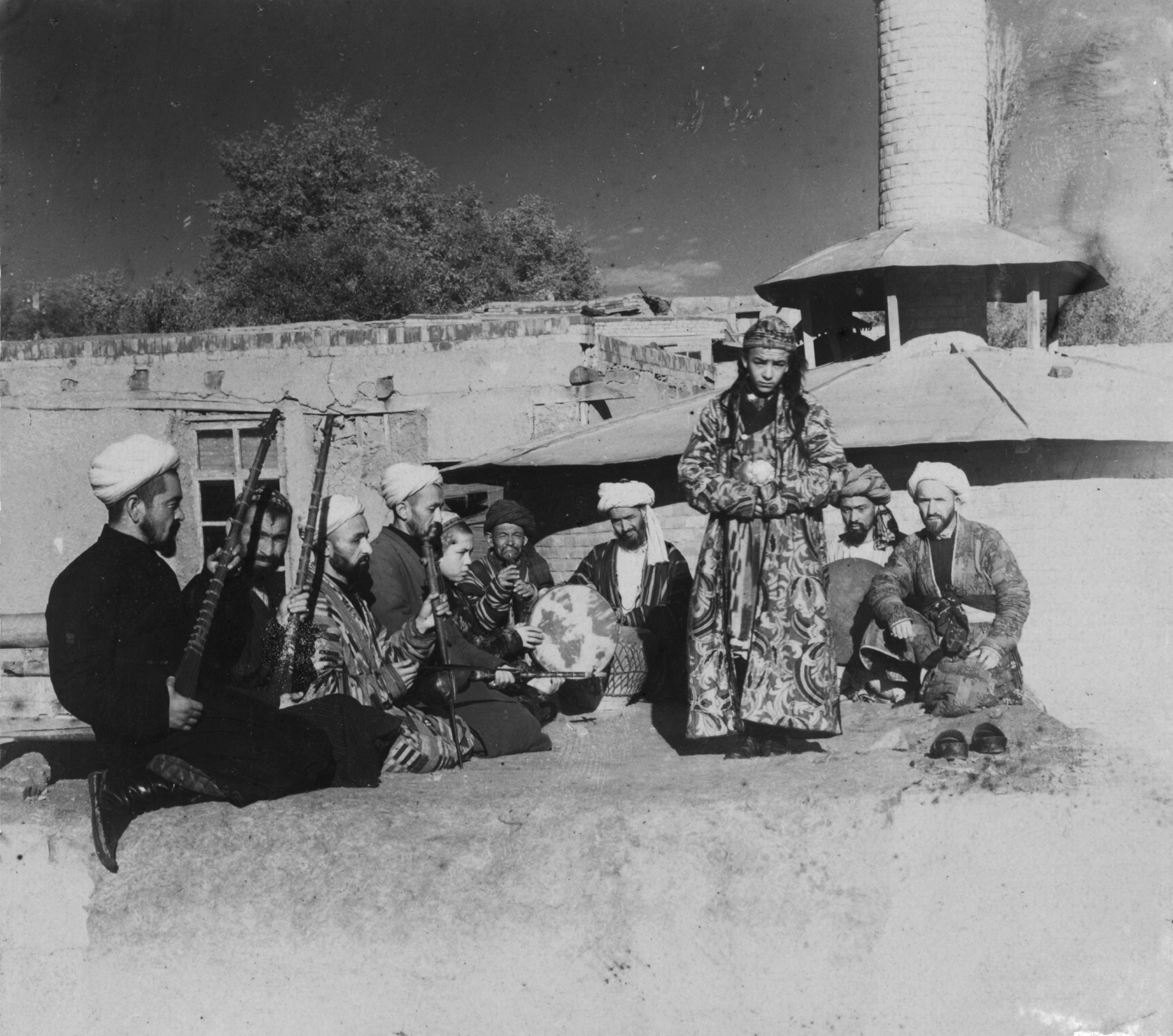
Dansa d'un bacha (nen ballarí).Samarkanda (ca. 1905-1915), fotografia d'en Serguei Prokudin-Gorski; es pot trobar a la Biblioteca del Congrés dels Estats Units, a Washington DC.

El 29 de març de 2010, a la Royal Society of Arts del Regne Unit es va exhibir una pel·lícula documental de Najibullah Quraishi sobre aquesta pràctica i es va emetre per la sèrie de televisió nord-americana PBS Frontline el 20 d'Abril de 2010.
La pràctica és il·legal sota la llei afganesa, essent «en contra de la llei Xaria i el codi civil», però les lleis poques vegades s'apliquen a delinqüents poderosos i la policia ha estat segons informes, còmplice dels delictes relacionats.

## Història
La pràctica del bazi bacha és una forma de pedofília, que ha estat freqüent en aquesta zona des de l'antiguitat. Històricament més comú a les zones del nord de l'Afganistan, fins ara havia desaparegut a les grans ciutats des de després de la Primera Guerra Mundial, obligada a abandonar-se per raons que l'historiador de dansa Anthony Shay descriu com «l'era victoriana i la desaprovació severa de les potències colonials russes, britàniques i franceses, i després per les elits post-colonials que havien absorbit els valors colonials occidentals».
Un cert nombre de viatgers occidentals a través de l'Àsia central havien informat sobre el fenomen del bacha.

Visitant Turquestan del 1872 al 1873, Eugene Schuyler va observar que, «aquí, els nens i joves especialment entrenats, prenen el lloc de les ballarines d'altres països. El to moral de la societat de l'Àsia central amb prou feines ha millorat pel canvi». La seva opinió era que els balls «no eren de cap manera indecents, tot i que sovint, eren molt lascius». Pels volts d'aquesta data ja hi havia senyals de reprovació oficial a la pràctica, va escriure Schuyler:
 «Aquests Baches o nois ballarins, són una institució reconeguda en el conjunt de les àrees poblades de l'Àsia central, malgrat que estan més en voga a Bukharà i la veïna Samarcanda. Al Kanat de Kokand han estat prohibits els balls públics des de fa alguns anys —per l'ex llicenciós Kan— tenint en els últims temps una semblança de la moralitat i de gravetat... a Taixkent els Baches van florir fins al 1872, quan una epidèmia greu de Còlera va influir en els Mul·là per a declarar que el ball estava en contra dels preceptes de l'Alcorà, per petició dels líders de la població nativa, les autoritats russes van prohibir els balls públics durant aquell estiu».
Schuyler va assenyalar que la prohibició amb prou feines havia durat un any, tan entusiastes eren els Sarts per un ball bazem. A més descriu, el respecte i l'afecte que els ballarins sovint rebien:
«Aquests Baches són tan respectats com els més grans cantants i artistes ho són entre nosaltres. Cada moviment que fan és seguit i aplaudit, i mai he vist tant interès sense alè, ja que exciten, tota la gent sembla devorar-los amb els seus ulls, mentre les seves mans aplaudeixen al ritme per a cada pas. Si un bacha condescendeix a oferir a un home un plat de te, el receptor s'eleva a prendre-ho amb una profunda reverència, i retorna el bol buit de la mateixa manera, dirigint-se a ell només com "Taxir" —la seva Majestat—, o "Kulluk" —jo sóc el teu esclau. Inclús quan un bacha passa a través del basar tots els que el coneixen s'eleven a saludar-lo amb les mans sobre els seus cors, i l'exclamació de "Kulluk!", i en cas que es digni a parar i descansar en qualsevol tenda, és considerat un gran honor».
També informa que un ric patró sovint ajuda a establir un ballarí favorit en el negoci després que ell s'hagi tornat massa vell per continuar amb la seva professió.
Konstantin Konstantinovich Pahlen, durant els seus viatges a través de la zona del 1908 al 1909, va descriure tals balls, i va encarregar fotografies dels ballarins:
«Coixins i catifes eren exagerats, en els quals ens vàrem reclinar amb gratitud, grans catifes es van estendre sobre el sòl, els nadius fumant en els seus narguil, oferint-nos-en amablement i els famosos Baches Khivan van fer la seva entrada. En els bastidors, una orquestra composta principalment de flautes dobles, timbals, i mitja dotzena de trompetes de plata de la grandària d'un home dempeus. Enfront de nosaltres una porta va quedar entreoberta, la que conduïa a les cambres de l'harem. Vàrem fer un cop d'ull amb els ulls brillants, doncs les internes s'amuntegaven en l'escletxa de la porta per donar-nos una bona vista a nosaltres i veure l'actuació.		
		
L'orquestra va començar amb una curiosa melodia trista, el ritme s'accelera destacant-se pels timbals i quatre Baches van prendre les seves posicions sobre la catifa.
	
Els Baches són homes joves especialment entrenats per realitzar un determinat conjunt de danses. Descalços, vestits com dones amb bates de seda llargues i colors brillants que arriben per sota dels genolls i pantalons estrets subjectats fermament al voltant dels seus turmells, els braços i les mans brillen amb anells i polseres. Duen els cabells llargs, arribant per sota de les espatlles, encara que la part davantera del cap és ben afaitada. Les ungles de les mans i els peus estan pintades de vermell, les celles són de color negre atzabeja. Les danses consisteixen en contorsions sensuals del cos i un ritme rítmic cap endavant i enrere, amb les mans i els braços aixecats en un moviment tremolós. Com el ballet va prosseguir el nombre de ballarins va augmentar, el cercle va créixer en grandària, la música estrident i cridanera es lliscava, els ulls dels espectadors natius va brillar amb admiració, mentre que els Baches entonaven en el temps una melodia penetrant amb cada cop major ritme de la música. L'Hereu va explicar que estaven cantant a l'amor i la bellesa de les dones. Més ràpid i més ràpid es varen moure els ballarins fins que finalment van caure al terra, aparentment exhaustes i encantats per l'amor. Els van seguir uns altres, però el tema general va ser generalment el mateix».
El 1909, dos bacha van realitzar els seus espectacles al Central Asian Agricultural, Industrial and Scientific Exposition a Taixkent, despertant l'interès del públic, diversos investigadors locals van registrar les lletres de les cançons interpretades pels dos nois (Hadji-bacha, de 16 anys d'edat i Sayid-bacha de 10 anys d'edat, tots dos procedents del Uiezd (província) de Margilan). Les cançons van ser després publicades en l'idioma Uzbek original (Uzbekistan) i també la seva corresponent traducció al rus.
En un estudi de 2011 a Pakistan van participar quatre nois que van trobar similituds i diferències entre la pràctica a Pakistan i els observats a l'Uzbekistan en els anys 1970 per Ingeborg Baldauf.